# Éditions Jeunesse et vacances
 (septembre 2020).
Si vous disposez d'ouvrages ou d'articles de référence ou si vous connaissez des sites web de qualité traitant du thème abordé ici, merci de compléter l'article en donnant les références utiles à sa vérifiabilité et en les liant à la section « Notes et références ».
Jeunesse et vacances est un éditeur de petit format créé par Lucienne Fonvieille en 1964.

## Historique

### L'origine
Après avoir travaillé chez Aventures & Voyages - Mon journal de 1958 à 1963 où son statut de militante communiste fit beaucoup pour l'intégration des auteurs Vaillant, Lucienne Fonvieille décide de créer sa propre maison d'édition.
Elle commencera en septembre 1964 avec Cartouche et Robin des Bois, deux revues de qualité contenant quelques bandes originales comme Cartouche par Jean Ollivier et Eduardo Coelho ou Les 4 As par Roger Lécureux et Roland Garel.

### Les Imports
Le plus grand succès de l'éditeur sera la reprise de la bande britannique Archie le robot au sein des titres Atoll et Archie.
Dès lors, il se tournera surtout vers l'import de bandes étrangères comme Kali, Pecos Bill' et de nombreuses séries en provenance principalement de l'éditeur italien Universo' (Rocky Rider, Billy Bis, Junior, Liberty Kid, etc.). Les auteurs italiens y figurent donc en bonne place comme Luigi Grecchi, Antonio Mancuso, Mario Uggeri, Loredano Ugolini, etc.

### Les reprises
Jeunesse et Vacances rééditera aussi du matériel de Marijac dans Atoll, Anouk ou Mireille ainsi que du Vaillant dans quelques revues grand format : Arthur le Fantôme, Teddy Ted, Bob Mallard et Jacques Flash.

### Les curiosités
Au titre des curiosités, il y a Flon-Flon (parfois orthographié Flonflon), un mensuel sous-titré « Télé-Jeunes » qui ne dura que huit numéros en 1970, surfant sur le succès du jeu télévisé Flonflon  7 ½ animé à l'époque par le présentateur Gilbert Richard et programmé le jeudi après-midi sur la première chaîne de l'ORTF. Le personnage de Flon-Flon avant d'être un personnage de BD, était une sorte de mascotte, un joker qui apparaissait dans ce jeu télévisé. Ce magazine faisait la part belle aux créations de Jean Ache, le créateur de ce personnage. 
Il ne faut pas oublier non plus Perry le fantastique, un grand format alternant couleurs et monochromie qui adaptait les aventures spatiales de Perry Rhodan, le célèbre héros de science-fiction d'origine allemande. Il s'agit toutefois là aussi d'imports étrangers.

### La Fin
Les années 80 seront fatales à l'éditeur (comme à ses concurrents). Les revues perdent en pagination passant de 164 pages à 132 pour les trimestriels, puis de 132 à 100 pages pour toutes. Les rééditions se multiplient, les inédits se font rares et les prix augmentent trop vite. Fatalement, le public ne suit plus. Issu de son grand frère « Aventures & Voyages » Jeunesse et Vacances ne parvint jamais à égaler son modèle malgré quelques bandes de qualité sans doute desservies par une maquette vieillotte, des couvertures peu attrayantes et par l'absence notable d'un logo !
Installé à Paris au "10 rue des Pyramides", puis au "15 rue de Malbranche", cet éditeur a publié des petits formats jusqu'en 1981 où il cessa toute activité dans la BD après avoir sorti 30 revues. 
Lucienne Fonvieille nous a quittés le 11 mars 2003 dans la plus grande indifférence. Seule, la revue Hop! lui consacra une nécrologie.

## Liste des revues
(entre parenthèses le nombre de numéros de la revue)
- Anouk (52)
- Archie (54)
- Arthur le Fantôme Géant (6) (Grand format, reprise de Vaillant)
- Atoll (121)
- Billy Bis (33)
- Bob Mallard (6)
- Buffalo Bill (32)
- Cartouche (7)
- Don Z (39)
- Flon-Flon (8) (Grand format)
- Foc (6)
- Jacques Flash (6) (Grand format, reprise de Vaillant)
- Jingo(19)
- Kali (133)
- Karaté (28) : la revue a été éditée d'octobre 1969 à septembre 1972. Certaines sources indiquent seulement 27 numéros pour cette revue, mais il y en a bien eu 28. La revue s'appelle Karaté, mais ne comporte aucune histoire d'Arts martiaux. Cette revue comprend les séries Galix, Karaté le Loup Blanc d'Erio Nicolo et Liberty Kid de Luigi Grecchi & Stefano Toldo, Lina Buffolente et al.[réf. souhaitée]
- Mago (7)
- Maki (6)
- Mireille (6)
- Pecos Bill (15)
- Perry le fantastique (12) (Grand format, adaptation des aventures de Perry Rhodan
- Robin des Bois (92)
- Robin des Bois (Spécial)(6)
- Rocky Rider (23)
- Super J (36)
- Teddy Ted (6) (Grand format, reprise de Vaillant)
- Tom Berry (57)
- Virgule (14)
- West (16)
- Zoom (19)
- Zora (52)